# Hoplestigmataceae
Famille
Classification APG II (2003)
Classification APG III (2009)
La petite famille des Hoplestigmatacées regroupe des plantes dicotylédones ; elle comprend 2 espèces du genre unique : Hoplestigma.
Ce sont des arbres originaires du centre-ouest de l'Afrique, à feuilles décidues et à inflorescences terminales. Celles-ci sont des cymes scorpioïdes, semblables à celle des Boraginacées, ce qui suggère un rapprochement possible de ces deux familles.

## Étymologie
Le nom vient du genre Hoplestigma (en), qui dérive du grec ὁπλή / oplè, « corne ; sabot du cheval », et στιγμα / stigma, stigmate, littéralement « stigmate fendu (comme le sabot d'un cheval) », en référence à la forme du stigmate (terminaison du pistil de la fleur).

## Classification
La classification phylogénétique n'a pas encore déterminé l'emplacement exact de cette famille, qu'elle situe parmi les eudicotylédones. 
En classification phylogénétique APG III (2009) cette famille est invalide ; ce genre est incorporé dans la famille Boraginaceae.

## Espèces
- Hoplestigma klaineanum Pierre
- Hoplestigma pierreanum Gilg